# Privilegium fori
Privilegium fori byla na personalitě práva založená výsada duchovních (kleriků) být pro trestněprávní delikty souzeni církevními soudy (kanonickým právem) a nepodléhat žádné jiné jurisdikci. 
Poprvé bylo ustanoveno císařem Konstantinem, dle jeho konstituce z roku 355 se však týkalo jen biskupů. Ve franské říši došlo k rozšíření této zásady, ediktem krále Chlotara II. z roku 614 byla rozšířena i na kněze a jáhny. K dalšímu šíření platnosti této zásady docházelo s postupnou christianizací Evropy, ve vrcholném středověku platila prakticky v celé křesťanské Evropě. V českých zemích platila od 13. století. Zrušil ji v roce 1783 během svých reforem Josef II.